# Molnár utca (Budapešť)
Molnár utca je ulice v hlavním městě Maďarska, Budapešti. Leží v samotném středu města, v pátém obvodě. Vede severo-jižním směrem od východního konce Alžbětina mostu až k náměstí Fővám tér na východním předmostí Mostu Svobody. Je dlouhá cca 570 metrů a vede paralelně k Bělehradskému nábřeží.

## Název
Název znamená v češtině doslova Mlynářská ulice.

## Historie
Ulice se objevuje na nejstarších mapách Budapešti. Na historické mapě z roku 1837 je uvedena pod německým názvem Müllner Gasse. Historicky nebyla přejmenována a svůj název si drží do současnosti.

## Doprava
Ulice je klidnou městskou ulicí s jednosměrným provozem.

## Významné objekty
- Divadelní a filmová technická škola a gymnázium
- Národní knihovna zahraniční literatury
- Úřad pro rodinnou politiku pro budapešťské staré město